# Theia Mons

Ảnh chụp Theia Mons.

Theia Mons là một núi lửa lớn trên Sao Kim. Tên của nó được đặt theo một Titan trong thần thoại Hy Lạp, Theia.